# Memoriał Alfreda Smoczyka 1991
XLI Memoriał Alfreda Smoczyka odbył się 16 czerwca 1991 r. Wygrał Piotr Świst z Gorzowa Wielkopolskiego.

## Wyniki
- 16 czerwca 1991 r. (niedziela), Stadion im. Alfreda Smoczyka (Leszno)
- Najlepszy Czas Dnia: Piotr Pawlicki - w 2 wyścigu - 64,4 sek.

| Msc. | Zawodnik                   | Klub                  | Pkt  |             |  |
| ---- | -------------------------- | --------------------- | ---- | ----------- |  |
| 1    | (10) Piotr Świst           | Stal Gorzów Wlkp.     | 13   | (3,3,1,3,3) |  |
| 2    | (5) Piotr Pawlicki         | Unia Leszno           | 12+3 | (3,3,3,u,3) |  |
| 3    | (7) Jarosław Szymkowiak    | Morawski Zielona Góra | 12+2 | (2,1,3,3,3) |  |
| 4    | (4) Jan Krzystyniak        | Stal Rzeszów          | 11   | (3,1,2,3,2) |  |
| 5    | (14) Jacek Krzyżaniak      | Apator Toruń          | 11   | (3,2,3,2,1) |  |
| 6    | (11) Adam Łabędzki         | Unia Leszno           | 9    | (2,3,3,1,0) |  |
| 7    | (16) Ryszard Dołomisiewicz | Polonia Bydgoszcz     | 8    | (1,3,w,2,2) |  |
| 8    | (8) Tomasz Gollob          | Polonia Bydgoszcz     | 7    | (1,2,2,d,2) |  |
| 9    | (2) Zbigniew Krakowski     | Unia Leszno           | 6    | (0,1,2,3,0) |  |
| 10   | (3) Mirosław Korbel        | ROW Rybnik            | 6    | (1,2,d,1,2) |  |
| 11   | (1) Ryszard Franczyszyn    | Stal Gorzów Wlkp.     | 6    | (2,1,1,1,1) |  |
| 12   | (6) Andrzej Huszcza        | Morawski Zielona Góra | 5    | (w,d,2,0,3) |  |
| 13   | (15) Zenon Kasprzak        | Unia Leszno           | 5    | (2,d,1,2,d) |  |
| 14   | (13) Robert Sawina         | Apator Toruń          | 4    | (0,2,0,2,0) |  |
| 15   | (12) Jacek Brucheiser      | Ostrovia Ostrów Wlkp. | 2    | (1,0,0,0,1) |  |
| 16   | (9) Eugeniusz Skupień      | ROW Rybnik            | 0    | (d,d,w,-,-) |  |
|      | rez. Dariusz Łowicki       | Unia Leszno           | 1    | (1)         |  |
|      | rez. Sławomir Rypień       | Unia Leszno           | 1    | (1)         |  |

Bieg po biegu
1. (65,1) Krzystyniak, Franczyszyn, Korbel, Krakowski
2. (64,4) Pawlicki, Szymkowiak, Gollob, Huszcza
3. (64,6) Świst, Łabędzki, Brucheiser, Skupień (d)
4. (64,8) Krzyżaniak, Kasprzak, Dołomisiewicz, Sawina
5. (64,9) Pawlicki, Sawina, Franczyszyn, Skupień (d)
6. (64,6) Świst, Krzyżaniak, Krakowski, Huszcza (d)
7. (65,2) Łabędzki, Korbel, Szymkowiak, Kasprzak (d)
8. (64,6) Dołomisiewicz, Gollob, Krzystyniak, Brucheiser
9. (65,6) Łabędzki, Huszcza, Franczyszyn, Dołomisiewicz (w)
10. (65,4) Pawlicki, Krakowski, Kasprzak, Brucheiser
11. (66,1) Krzyżaniak, Gollob, Skupień (w), Korbel (d)
12. (64,8) Szymkowiak, Krzystyniak, Świst, Sawina
13. (65,1) Szymkowiak, Krzyżaniak, Franczyszyn, Brucheiser
14. (64,9) Krakowski, Sawina, Łabędzki, Gollob
15. (65,4) Świst, Dołomisiewicz, Korbel, Pawlicki (u)
16. (65,5) Krzystyniak, Kasprzak, Łowicki, Huszcza / Łowicki za Skupienia
17. (65,7) Świst, Gollob, Franczyszyn, Kasprzak
18. (64,6) Szymkowiak, Dołomisiewicz, Rypień, Krakowski / Rypień za Skupienia
19. (65,2) Huszcza, Korbel, Brucheiser, Sawina
20. (64,5) Pawlicki, Krzystyniak, Krzyżaniak, Łabędzki
21. Bieg dodatkowy o drugie miejsce (65,4) Pawlicki, Szymkowiak